# Lista orașelor din Tunisia

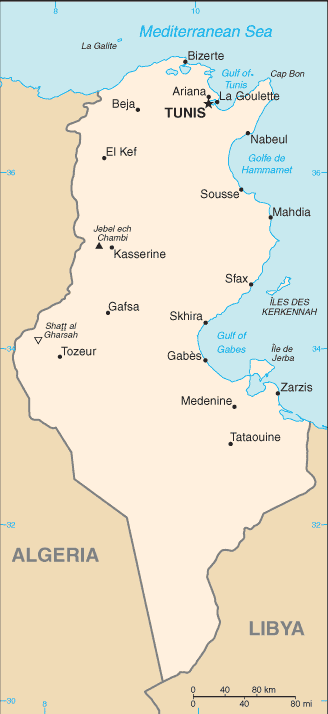
Harta Tunisiei

Acesta este lista orașelor din Tunisia:
- Akouda
- Ariana
- Beja
- Bekalta
- Bembla
- Ben Arous
- Ben Gardane
- Beni Hassen
- Beni Khaled
- Bennane
- Bizerte
- Bouhjar
- Boumerdes
- Bousalem
- Chebba
- Chorbane
- El Djem
- Douz
- Enfidha
- El Fahs
- Gabès (Qabis)
- Gafsa
- La Goulette
- Guellala
- Hammamet
- Hammam-Lif
- Hammam Sousse
- Hebira
- Hergla
- Houmt Souk
- Jemmal
- Jendouba
- Kairouan
- Kalaâ Kebira
- Kalaâ Seghira
- Kasserine (Al Qasrayn)
- El Kef (Al Kaf)
- Kelibia
- Khniss
- Kondar
- Ksar Helal
- Ksibet El Mediouni
- Ksour Essaf
- Lamta
- Mahdia
- Makthar
- Malloulech
- Manouba
- Matmata
- Medenine
- Menzel Bourguiba
- Menzel Bouzelfa
- Mokhnine
- Monastir
- Msaken
- Nabeul
- Nefta
- Ouardanine
- Ouled Chamekh
- Rades
- Rejich
- Remada
- Sahline
- Salakta
- Sayada
- Sbeitla
- Sedjenane
- Sfax (Safaqis)
- Sidi Alouane
- Sidi Bou Ali
- Sidi Bouzid
- Sidi El Hani
- Sidi Nsir
- Siliana
- Soliman (Sliman)
- Souassi
- Sounine
- Sousse (Susah)
- Tabarka
- Takrouna
- Tastour
- Tataouine
- Teboulba
- Tozeur
- Tunis (capitala)
- Zaghouan
- Zarzis
- Zeramdine